# 通古拉赫
通古拉赫（羅馬化：Tongulakh）是俄罗斯萨哈共和国戈尔内区的村庄，坐落于萨哈共和国中南部，位于区行政中心别尔季格斯佳赫西偏南约115（71英里）、共和国首府雅库茨克西约270（170英里）处。勒拿河一支流锡尼亚亚河从该村南侧不远处流过。该地在2010年有人口10人；2002年有人口11人。
2023年1月18日，当地气温跌至-62.7℃，为西伯利亚地区自2002年以来最低气温。